# Oxwich Castle
Oxwich Castle (walisisk: Castell Oxwich) er ruinen af en middelalderborg, der står i et skovområde med udsigt til Oxwich Bay på Gowerhalvøen i Wales. Selvom den står på stedet for en tidligere fæstning, så er de nuværende rester primært fra 1500-tallet.
I 1968 blev der fundet en broche i guld med ædelstene isat i forbindelse med vedligehold på ruinen. Den er i dag er udstillet på National Museum Cardiff.
Ruinen varetages i dag af Cadw.